# Municipio de Slocum
El municipio de Slocum  (en inglés: Slocum Township) es un municipio ubicado en el condado de Luzerne en el estado estadounidense de Pensilvania. En el año 2000 tenía una población de 1.112 habitantes y una densidad poblacional de 42.3 personas por km².

## Geografía
El municipio de Slocum se encuentra ubicado en las coordenadas 41°09′00″N 75°59′58″O / 41.15000, -75.99944.

## Demografía
Según la Oficina del Censo en 2000 los ingresos medios por hogar en la localidad eran de $45,000 y los ingresos medios por familia eran $52,115. Los hombres tenían unos ingresos medios de $32,115 frente a los $23,214 para las mujeres. La renta per cápita para la localidad era de $19,326. Alrededor del 4,5% de la población estaban por debajo del umbral de pobreza.